# Matt Macdonald

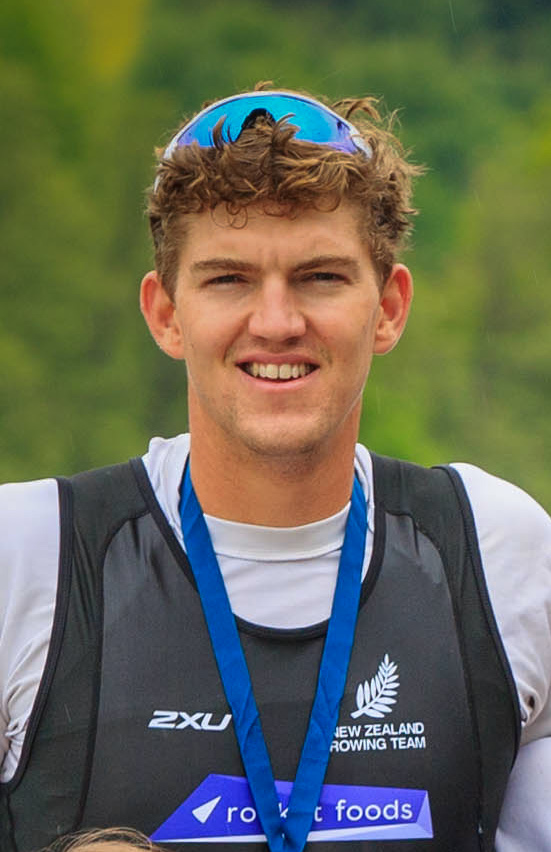
Matt Macdonald, 2021

Matthew „Matt“ Macdonald (* 15. März 1999 in Auckland) ist ein neuseeländischer Ruderer. Er wurde 2021 Olympiasieger und 2024 Olympiazweiter.

## Karriere
Matt Macdonald gewann 2017 die Silbermedaille im Vierer ohne Steuermann bei den Junioren-Weltmeisterschaften. Bei den U23-Weltmeisterschaften 2018 erhielt er die Bronzemedaille ebenfalls im Vierer. Er trat auch bei den Weltmeisterschaften 2018 in der Erwachsenenklasse mit dem Vierer an, belegte aber nur den 15. Platz. 2019 rückte Macdonald in den neuseeländischen Achter und erreichte den sechsten Platz bei den Weltmeisterschaften 2019. Da nur die ersten fünf Boote für die Olympischen Spiele in Tokio qualifiziert waren, mussten die Neuseeländer in der letzten Qualifikationsregatta antreten. Die Neuseeländer gewannen die Regatta. Bei den Olympischen Spielen in Tokio siegten sie nach einem zweiten Platz im Vorlauf im Hoffnungslauf. Im Finale gewannen die Neuseeländer mit einer Sekunde Vorsprung vor dem Deutschland-Achter die Goldmedaille.
2022 belegte Macdonald zusammen mit Tom Mackintosh im Zweier ohne Steuermann den sechsten Platz bei den Weltmeisterschaften 2022. Im Jahr darauf erkämpfte der neuseeländische Vierer ohne Steuermann mit Ollie Maclean, Logan Ullrich, Thomas Murray und Matt Macdonald die Bronzemedaille bei den Weltmeisterschaften 2023 in Belgrad hinter den Briten und dem Vierer aus den Vereinigten Staaten. Bei den Olympischen Spielen 2024 in Paris trat der Vierer in der gleichen Besetzung wie 2023 an. Der US-Vierer siegte mit 0,85 Sekunden Vorsprung vor den Neuseeländern, die Briten überquerten zweieinhalb Sekunden später als Dritte die Ziellinie.